# Podgora (Split-Dalmatie)
Pour les articles homonymes, voir Podgora.
Podgora est un village et une municipalité située dans le comitat de Split-Dalmatie, en Croatie. Au recensement de 2001, la municipalité comptait 2 884 habitants, dont 95,18 % de Croates et le village seul comptait 1 534 habitants.

## Localités
La municipalité de Podgora compte 5 localités :
- Drašnice
- Gornje Igrane
- Igrane
- Podgora
- Živogošće